# Hoshido Shinya
Shinya Hoshido (sinh ngày 4 tháng 10 năm 1978) là một cầu thủ bóng đá người Nhật Bản.

## Sự nghiệp câu lạc bộ
Shinya Hoshido đã từng chơi cho Júbilo Iwata và Ventforet Kofu.